# 1 يوليو
- السبت
- الأحد
- الاثنين
- الثلاثاء
- الأربعاء
- الخميس
- الجمعة

- 283 محرم 1447  هـ
- 294 محرم 1447  هـ
- 305 محرم 1447  هـ
- 16 محرم 1447  هـ
- 27 محرم 1447  هـ
- 38 محرم 1447  هـ
- 49 محرم 1447  هـ
- 510 محرم 1447  هـ
- 611 محرم 1447  هـ
- 712 محرم 1447  هـ
- 813 محرم 1447  هـ
- 914 محرم 1447  هـ
- 1015 محرم 1447  هـ
- 1116 محرم 1447  هـ
- 1217 محرم 1447  هـ
- 1318 محرم 1447  هـ
- 1419 محرم 1447  هـ
- 1520 محرم 1447  هـ
- 1621 محرم 1447  هـ
- 1722 محرم 1447  هـ
- 1823 محرم 1447  هـ
- 1924 محرم 1447  هـ
- 2025 محرم 1447  هـ
- 2126 محرم 1447  هـ
- 2227 محرم 1447  هـ
- 2328 محرم 1447  هـ
- 2429 محرم 1447  هـ
- 2530 محرم 1447  هـ
- 261 صفر 1447  هـ
- 272 صفر 1447  هـ
- 283 صفر 1447  هـ
- 294 صفر 1447  هـ
- 305 صفر 1447  هـ
- 316 صفر 1447  هـ
- 17 صفر 1447  هـ

1 يوليو أو 1 تمُّوز أو 1 يوليه أو يوم 1 \ 7 (اليوم الأول من الشهر السابع) هو اليوم الثاني والثمانون بعد المئة (182) من السنوات البسيطة، أو اليوم الثالث والثمانون بعد المئة (183) من السنوات الكبيسة وفقًا للتقويم الميلادي الغربي (الغريغوري). يبقى بعده 183 يوما لانتهاء السنة.

## أحداث
- 251 - وقوع «معركة أبريتاس» بين الرومان والقوط وانتهت بهزيمة الروم ومقتل كل من الإمبراطورين الرومانيين «ديكيوس» و«هيرينيوس اتروسكوس» في المعركة.
- 1097 - وقوع «موقعة ضوريليوم» بين الصليبيين بقيادة بوهيموند الأول والسلاجقة بقيادة قلج أرسلان الأول.
- 1674 - إسبانيا وفرنسا وهولندا يوقعون تحالف ثلاثي ضد بريطانيا.
- 1782 - قراصنة أمريكيون يهاجمون مدينة ونينبورغ.
- 1798 - وصول أسطول الحملة الفرنسية على مصر بقيادة نابليون بونابرت إلى سواحل الإسكندرية ليبدأ أول تواصل حقيقي بين الشرق والغرب.
- 1839 - عبد المجيد ابن محمود خان الثاني يتولى العرش العثماني خلفًا لأبيه السلطان محمود الثاني تحت اسم عبد المجيد الأول.
- 1847 - افتتاح محطة سكة حديد وارك وورث في إنجلترا.
- 1862 - تأسيس المكتبة الوطنية الروسية.
- 1867 - مرسوم أمريكا الشمالية البريطانية يدخل حيز التنفيذ والذي يمنح بموجبه كونفدرالية كندا الحكم الذاتي، وكانت الكونفدرالية تتكون من 4 محافظات.
- 1873 - جزيرة الأمير إدوارد تنضم لكونفدرالية كندا.
- 1890 - إنجاز خط تلغراف يصل بين جزر برمودا وكندا.
- 1904 - انطلاق دورة الألعاب الأولمبية الصيفية في طبعتها الثالثة بمدينة سانت لويس بميزوري في الولايات المتحدة.
- 1923 - البرلمان الكندي يوقف مؤقتًا الهجرة الصينية إلى بلاده.
- 1930 - الحكومة البريطانية توقع على معاهدة استقلال العراق مع حكومة الملك فيصل الأول، وقد كانت هذه الاتفاقية تمنح العراق استقلالًا اسميًا أكثر من كونه استقلالًا حقيقيًا.
- 1936 - افتتاح محطة إذاعة بغداد.
- 1942 - بدء معركة العلمين الأولى.
- 1948 - الافتتاح الرسمي لمطار نيويورك الدولي الواقع في جنوب غرب مدينة نيويورك.
- 1957 - انطلاق فعاليات السنة العالمية للجيوفيزياء، والتي استمرت حتى 31 ديسمبر 1958.
- 1960 - استقلال مستعمرة الصومال الإيطالية وتوحدها مع صوماليلاند (مستعمرة الصومال البريطانية) لتشكلا جمهورية الصومال الديموقراطية.
- 1962 - الإعلان عن استقلال رواندا وبوروندي.
- 1968 - 60 دولة توقع على معاهدة الحد من انتشار الأسلحة النووية في جنيف بسويسرا.
- 1990 - ألمانيا الشرقية وألمانيا الغربية توحدان اقتصادياتهما رسميًا، وذلك بعدما وافقت ألمانيا الشرقية على التعامل بالمارك عملة ألمانيا الغربية.
- 1991 - حل حلف وارسو رسميًا بعد اجتماع في براغ.
- 1994 - ياسر عرفات يعود إلى قطاع غزة بعد 27 سنة في المنفى.
- 1997 - المملكة المتحدة تنهي سيادتها على هونغ كونغ، وتنقل السيادة عليها إلى الصين.
- 2000 - افتتاح جسر أوريسند الذي يصل بين كوبنهاغن ومدينة مالمو في السويد.
- 2004 - محكمة عراقية توجه تهم بجرائم حرب إلى الرئيس الأسبق صدام حسين و11 من معاونيه.
- 2012 - منتخب إسبانيا لكرة القدم يفوز بكأس الأمم الأوروبية بعد تغلبه على المنتخب الإيطالي بأربعة أهداف مقابل لا شيء.
- 2013 - كرواتيا تصبح العضوة الثامنة والعشرين المكونة للاتحاد الأوروبي.
- 2018 - فوز أندريس مانويل لوبيس أوبرادور بِالانتخابات العامَّة المكسيكيَّة بعد أن حصد ما نسبته 53.19% من الأصوات، ليُصبح بِذلك رئيس الجُهُوريَّة الخامس عشر.
- 2020 - البرلمان الصيني يُقّر قانون الأمن الوطني في هونغ كونغ، متجاوزًا مجلسها التشريعي، ومظاهرات تجتاح شوارع الأخيرة رفضًا للقانون.
- 2025 - علماء يعلنون اكتشاف جرم بينجمي عابر للمجموعة الشمسية ويطلقون عليه تسمية «3I/أطلس».

## مواليد
- 965 - ابن الهيثم، عالم رياضيات وبصريات وفلكي وفيزيائي عربي.
- 1506 - لويس الثاني، ملك مملكة المجر وبوهيميا.
- 1646 - غوتفريد لايبنتز، عالم رياضيات وفيلسوف ألماني.
- 1847 - هاينريش جيلزر، عالم كلاسيكات ألماني.
- 1804 - جورج ساند، كاتبة فرنسية.
- 1860 - فلاديمير بروخوروفيتش أماليسكي عالم أحياء قديمة روسي.
- 1872 - خليل مطران، شاعر لبناني.
- 1879 - ليون جوو، زعيم العمال بفرنسا حاصل على جائزة نوبل للسلام عام 1951.
- 1914 - أحمد حسن البكر، رئيس العراق.
- 1915 - جين ستافورد، روائية وكاتبة قصص قصيرة من الولايات المتحدة.
- 1918 - أحمد ديدات، داعية إسلامي هندي.
- 1926 - روبرت فوغل، اقتصادي أمريكي حاصل على جائزة نوبل في العلوم الاقتصادية عام 1993.
- 1927 -
  - رفعت الجمّال، جاسوس مصري في إسرائيل اشتهر تحت اسم رأفت الهجان.
  - يوسف العاني، ممثل ومخرج عراقي.
- 1929 - جيرالد إيدلمان، عالم بيولوجيا أمريكي حائز على جائزة نوبل في الطب عام 1972.
- 1930 -
  - مصطفى العقاد، منتج ومخرج سينمائي سوري / أمريكي.
  - سليمة خضير، ممثلة عراقية.
- 1932 - زئيف شيف، صحفي إسرائيلي.
- 1934 -
  - كلود بيري، ممثل ومخرج ومنتج سينمائي فرنسي.
  - سيدني بولاك، مخرج ومنتج وممثل أفلام سينمائية أمريكي.
- 1936 - عبد الواحد زكي راضي، قارئ مصري.
- 1940 - كريغ براون، لاعب ومدرب كرة قدم اسكتلندي.
- 1941 - مايرون سكولز، اقتصادي أمريكي حاصل على جائزة نوبل في العلوم الاقتصادية عام 1997.
- 1942 - سهام السبتي، ممثلة عراقية.
- 1944 - عبد القادر الجنابي، صحفي وشاعر عراقي - فرنسي.
- 1945 -
  - ديبي هاري، ممثلة ومغنية أمريكية.
  - ميلادين راملياك، لاعب كرة قدم يوغسلافي.
- 1948 - أديب قدورة، ممثل فلسطيني.
- 1952 - دان أيكرويد، ممثل كندي.
- 1956 - ألان راك، ممثل أمريكي.
- 1960 - كوجي إيشي، ممثل أداء صوتي ياباني.
- 1961 -
  - ديانا سبينسر، زوجة ولي عهد المملكة المتحدة الأمير تشارلز السابقة وأميرة ويلز.
  - كارل لويس، عداء أمريكي.
- 1962 -
  - أندريه بروير، ممثل أمريكي.
  - سلمى عليا كاواف، سياسية تركية.
- 1966 - سمير زيد الرفاعي، رئيس وزراء الأردن.
- 1967 - باميلا أندرسون، ممثلة أمريكية.
- 1968 - هند طالب، ممثلة عراقية.
- 1969 - بدرية أحمد، ممثلة إماراتية.
- 1970 -
  - رنا جمول، ممثلة سورية.
  - ناريمان عبد الكريم، ممثلة أردنية.
- 1972 -
  - سامر المرطة، لاعب كرة قدم كويتي.
  - تتسو إينادا، ممثل أداء صوتي ياباني.
- 1976 -
  - رود فان نيستلروي، لاعب كرة قدم هولندي.
  - باتريك كلايفرت، لاعب كرة قدم هولندي.
- 1977 - ليف تايلر، ممثلة أمريكية.
- 1978 - معن عبد الحق، ممثل سوري.
- 1982 - رويدا عطية، مغنية سورية.
- 1983 - إي تك، قائد فرقة سوبر جونيور.
- 1985 - محمد عبد الشافي، لاعب كرة قدم مصري
- 1987 - محمد راشد الفضلي، لاعب كرة قدم كويتي.

## وفيات
- 251 - ديكيوس، إمبراطور روماني.
- 552 - توتيلا، ملك القوط الشرقيين.
- 868 - علي الهادي، عاشر أئمة الشيعة الاثنا عشرية.
- 1109 - ألفونسو السادس، ملك مملكة قشتالة.
- 1277 - الظاهر بيبرس، سلطان المماليك.
- 1681 - أوليفر بلانكيت، لاهوتي أيرلندي.
- 1736 - أحمد الثالث، السلطان العثماني الرابع والعشرون.
- 1782 - ماركيز روكنغهام، رئيس وزراء المملكة المتحدة.
- 1839 - محمود الثاني، سلطان عثماني.
- 1860 - تشارلز جوديير، عالم كيمياء ومخترع أمريكي.
- 1896 - هيريت ستاو، روائية أمريكية.
- 1905 - جون هاي، سياسي أمريكي.
- 1967 - محمد صادق حسن، شاعر وكاتب عراقي.
- 1971 - وليم لورنس براغ، عالم فيزياء أسترالي حائز على جائزة نوبل في الفيزياء عام 1915.
- 1974 - خوان بيرون، رئيس الأرجنتين.
- 1978 - كورت شتودنت، عسكري ألماني.
- 1995 - محمد الموجي، موسيقي مصري.
- 2001 - نيكولاي باسوف، عالم فيزياء روسي حائز على جائزة نوبل في الفيزياء عام 1964.
- 2004 - مارلون براندو، ممثل أمريكي.
- 2019 - عزت أبو عوف، ممثل مصري.

## أعياد ومناسبات
- اليوم العالمي للهندسة المعمارية.
- يوم كندا، اليوم الوطني في كندا.
- عيد الجمهورية في غانا.
- عيد الاستقلال في الصومال.
- يوم الطبيب في الهند.

## وصلات خارجية
- وكالة الأنباء القطريَّة: حدث في مثل هذا اليوم.
- النيويورك تايمز: حدث في مثل هذا اليوم.
- BBC: حدث في مثل هذا اليوم.